# Kirsi
Kirsi è un dipartimento del Burkina Faso classificato come comune, situato nella provincia di Passoré, facente parte della Regione del Nord.
Il dipartimento si compone del capoluogo e di altri 10 villaggi: Douré, Dourou, Kalsé, Kapon, Koussago, Maré, Ribou, Tampouy, Yalgatenga e Yargo.